# Teun Beins
Teun Beins né le 28 octobre 1998, est un joueur de hockey sur gazon néerlandais. Il évolue au poste de défenseur au HC Bloemendaal et avec l'équipe nationale néerlandaise,.

## Biographie
Teun a fait ses débuts dans l'équipe Orange début 2019 lors du match de Pro League contre l'Australie à Melbourne. Le défenseur a également disputé le match contre l'Argentine et faisait partie de l'équipe orange qui s'est imposée 2-4 contre l'Allemagne à Mönchengladbach.[réf. nécessaire]

## Carrière
- HC Oranje-Rood de 2016 à 2021
- HC Bloemendaal depuis 2021

## Palmarès
- : 1er à l'Euro U21 en 2017.
- : 3e à l'Euro U21 en 2019.
- : 3e à la Ligue professionnelle 2019.
- : 1er à la Ligue professionnelle 2021-2022.